# Monastère de la Sainte-Trinité (Gornja Kamenica)
Pour les articles homonymes, voir Monastère de la Sainte-Trinité.
Le monastère de la Sainte-Trinité (en serbe cyrillique : Манастир Свете Тројице у Горњој Каменици ; en serbe latin : Manastir Svete Trojice u Gornjoj Kamenici) est un monastère orthodoxe serbe situé à Gornja Kamenica, dans la municipalité de Knjaževac et dans le district de Zaječar, en Serbie. Il est inscrit sur la liste des monuments culturels de grande importance de la république de Serbie (identifiant no SK 216).
Il abrite aujourd'hui une communauté de religieuses.

## Présentation
Le monastère se trouve sur les pentes de la Stara planina, à 15 km au sud-est de Knjaževac, sur la rive droite du Trgoviški Timok.
Une inscription en fait une fondation du despote Lazar Branković, le plus jeune fils de Đurađ Branković, et le date de 1457.
L'église, qui s'inscrit dans un plan tréflé, est dominée par un dôme. Longtemps considérée comme une réalisation tardive inspirée par l'école moravienne, elle a en fait été construite au début du XVIIe siècle.

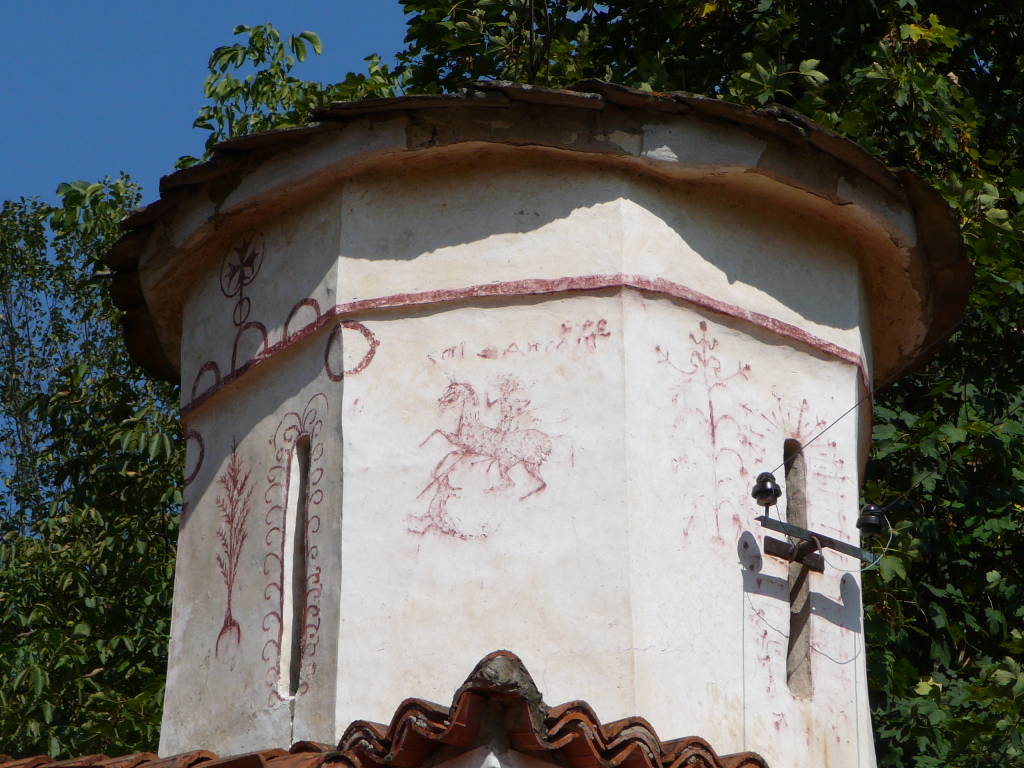
Détail du dôme de l'église

L'édifice abrite des fragments de fresques sur la coupole, dans la zone de l'autel et au revers de la façade ; par leur style, elles remontent à la première moitié du XVIIe siècle. D'autres fresques, notamment dans le narthex, remontent au milieu du XVIIe siècle. 
Des travaux de restauration ont été réalisés sur le bâtiment en 1950, 1968 et 1970–1971 ; à cette occasion, un exonarthex de construction plus tardive a été supprimé, ce qui a permis de rendre à l'église son aspect du milieu du XVIIe siècle.